# 윈체스터 라이플
윈체스터 라이플(Winchester rifle)은 미국의 서부 개척 시대에 윈체스터 사가 개발한 레버 액션 소총이다. 윈체스터 사의 라이플은 ‘윈체스터 M70’ 등의 볼트 액션 소총이나 ‘윈체스터 M100’과 같은 반자동 라이플도 있지만, 여기에서는 레버 액션식만 다룬다.

## 개요

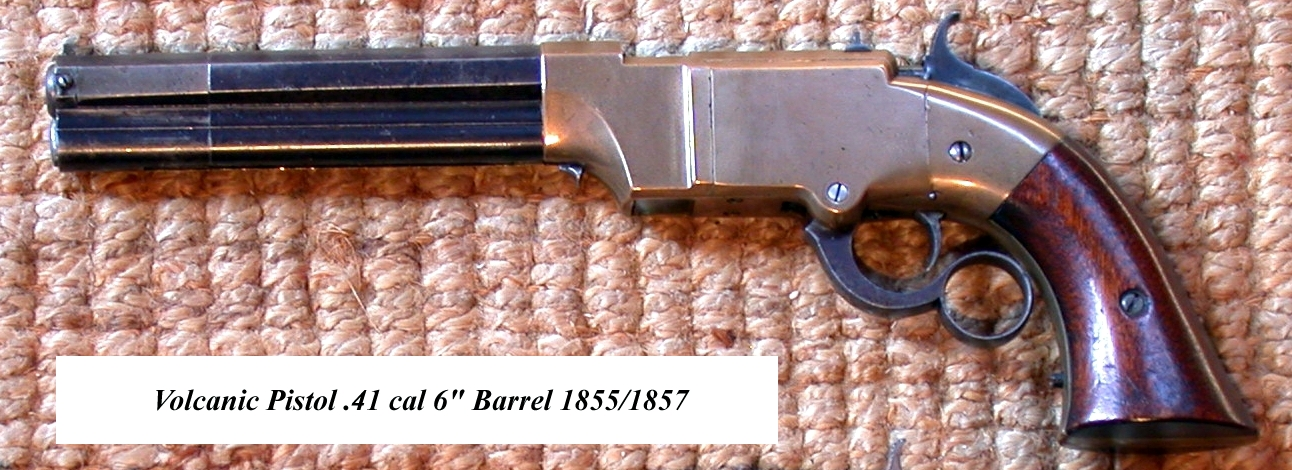
볼캐이닉 피스톨

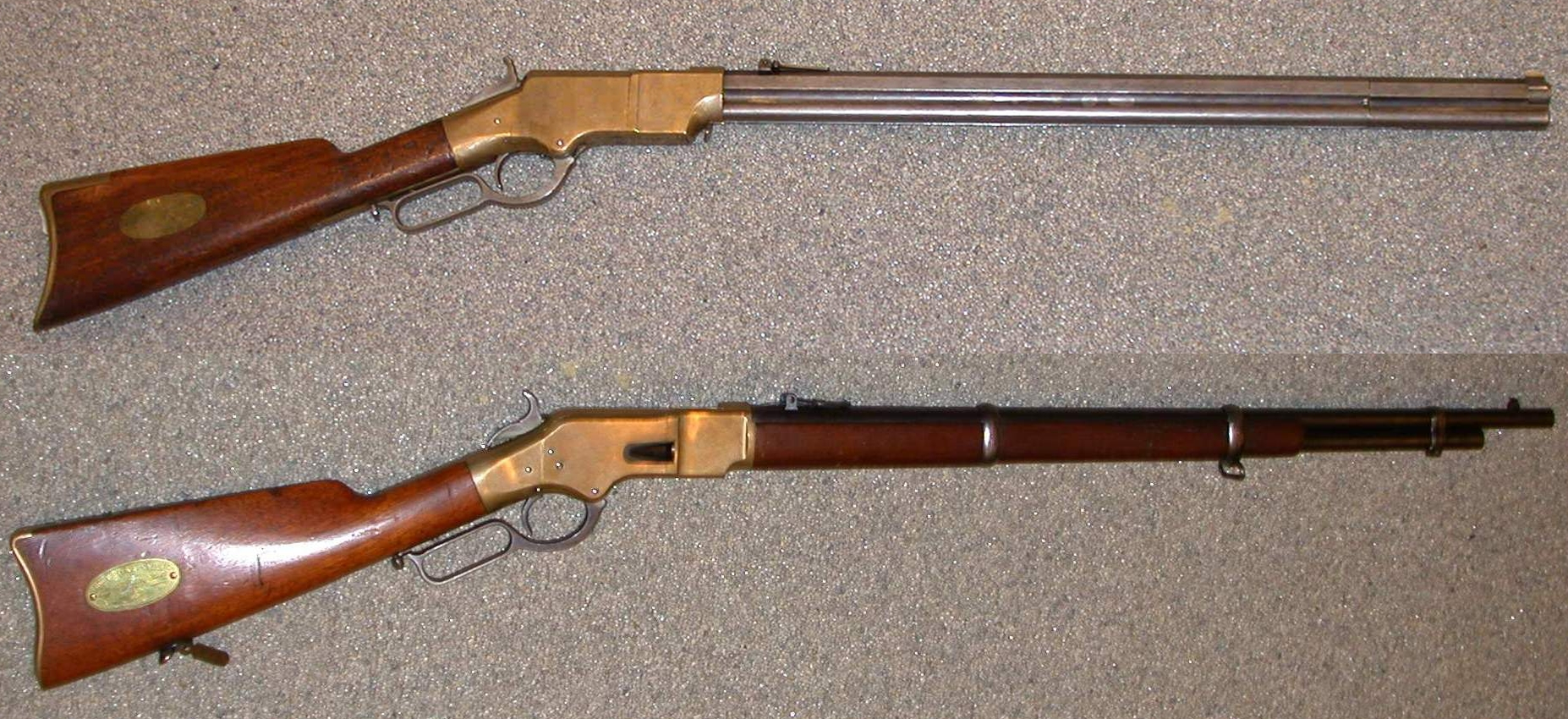
1860 헨리 머스킷, 1866 윈체스터 머스킷

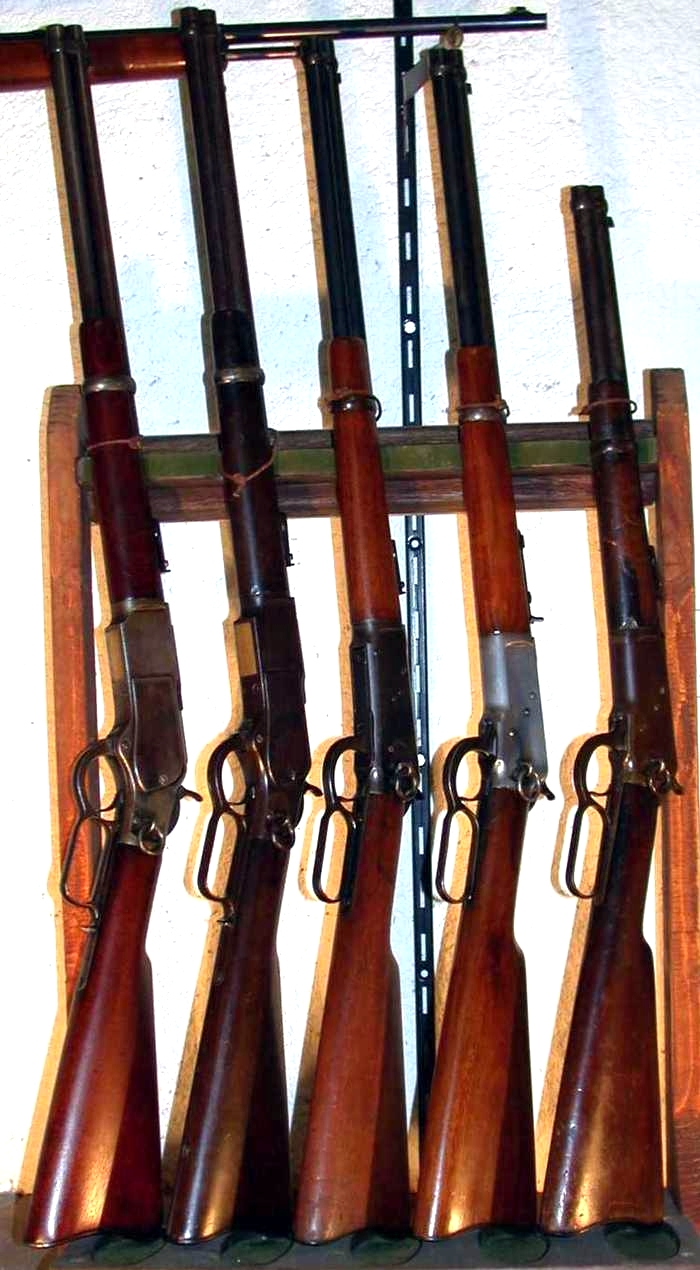
좌에서 우로 카빈 1873/1894/92/Trapper 92.

### 초기 개발
서부 개척 시대의 미국의 총기 개발로 유명해진 기업으로서 콜트 사를 들 수 있다. SAA를 비롯한 콜트 사의 리볼버는 개척 시대 보안관에서 세간의 불량배에 이르기까지 호신용으로 소유하고 있던 권총이었다. 윈체스터 사는 그와 병행하여 소총도 제조하고 있었다.
윈체스터 사는 올리버 윈체스터에 의해 설립된 회사로 원래 개척민들에게 의류 등을 판매하던 기업이었다. 1857년에 볼캐닉 리피팅 암즈 사(Volcanic Repeating Arms Company)의 무기 제조 공장을 인수해 뉴헤이븐 암즈(New Haven Arms)로 소총 등의 무기 생산을 시작했다. 헨리 라이플로 알려진 레버 액션 소총 제조권을 취득하면서 올리버 윈체스터의 아들인 윌리엄 윈체스터에 의해 미국에서 판매를 시작했다.
1866년에 윈체스터 사로 개명 후 헨리 라이플 측면의 장전구나 앞받침을 다는 등의 개량을 거친 ‘M1866’와 그 개량형으로 센터 파이어 실탄을 사용할 수 있는 ‘M1873’로 인기를 얻었다. 특히 M1873은 총알을 공유할 수 있는 콜트 SAA ‘프론티어 식스 슈터’(44-40탄 사양)과 함께 ‘서부를 정복한 총’이라는 명성을 얻었다.
레버 액션은 총의 기관부 아래 쪽에 돌출한 용심철을 겸한 레버를 아래로 당기고 그것을 다시 되돌려 약실에서 빈 튜브 매거진(관상 탄창)을 갖추고 있었다. 한 발 발사할 때마다 총알 다시 넣어야 했던 권총을 연속 발사할 수 있도록 한 것이다. 이 기구는 샤프스 라이플 등의 단발식 소총으로 채용되고 있던 것을, 호레스 스미스와 대니얼 웨슨이 개발한 볼캐이닉 연발총을 연발로 개량한 것이지만, 사용한 탄약이 특별한 경우 리스 카트리지인 로켓볼 탄이었기 때문에, 이를 림파이어 탄에서 사용 가능하게 한 헨리 라이플을 거쳐 최종적으로 존 브라우닝이 1894년에 개량한 것이다. 볼캐이닉을 개발한 스미스와 웨슨은 이후 미국 최대의 총기 회사인 S&W사를 설립했다.

### 개량
회사명을 바꾼 후 소총 생산을 활발히 해 온 윈체스터 사는 이후에도 레버 액션 소총의 생산을 계속하여 민간용으로는 서부를 대표하는 소총을 제조했다. 이 윈체스터 라이플 중에서도 가장 유명한 기종으로는 서부극에 많이 등장하는 ‘M1866 (옐로우 보이)’, ‘M1873’을 들 수 있는데, 이들은 모두 강력한 소총 카트리지의 연사에 충분히 견딜 정도의 내구력을 가지고 있지 못했고, 라이플이면서 실제로는 권총탄 밖에 사용할 수 없다는 단점이 있었다. 이 문제점을 개선하기 위해, 내놓은 것이 ‘M1876’이었다. 유명한 총기사 존 브라우닝에 의해 ‘M1886’, 이어 ‘M1892’이 개발되었고, 그것을 바탕으로 레버 액션 방식을 계승하면서 새로운 기구의 채용과 기관부의 강도 향상을 이뤄낸 ‘M1894’이 완성되었다. 이 M1894는 여러 군대에 판매가 되었지만, 레버 액션 방식의 소총이기 때문에, 기구가 복잡하고, 기관 부가 노출되는 부분도 많았기 때문에 군에서는 진흙과 먼지투성이의 야전에는 적합하지 않다는 나쁜 평을 받았다. 또, 튜브 매거진에서는 첨두탄이 센터 파이어 실탄의 뇌관에 간섭하기 때문에, 폭발의 위험이 있어 평두탄 밖에 사용할 수 없었던 것이다. 발사와 함께 탄창 중심 위치가 이동해 버리는 등의 단점도 군용으로 부적합한 요인이었다.
브라우닝이 설계에 참여한 것으로 샷건의 탄약을 사용하는 ‘M1887’이라는 모델도 존재했지만, 몸집이 큰 탄피와 궁합이 좋지 않아 작동 불량을 일으키는 등 평가는 좋지 않았다.
미국 육군에서는 평판이 나빴던 윈체스터 라이플이지만, 러시아 제국에서는 기병대가 주류였고, 고삐를 쥔 상태에서 한 손으로 조작할 수 있는 윈체스터 라이플이 필요했다. 당시 러시아 제국의 표준 라이플탄은 7.62x54mmR탄(첨두탄으로 러시안라고 부름)이었기 때문에, 윈체스터 사는 이 러시안 탄을 사용할 수 있도록 개량하여 수직 탄창을 장착한 ‘M1895’을 러시아에 수출했다. M1895은 예정대로 러시아군에 채용되었고, 최후의 군용 레버 액션 라이플이 되었다.

## 모델
1900년대 이후 새로운 형식이 만들어지지 않았기 때문에 또는 ‘윈체스터 M73’ 등 정식 명칭인 M 다음의 2문자(18)가 생략되는 경우가 많다.

### M1866
총신 커버(핸드 가드)가 없고 악평을 받았던, 헨리 라이플에 선태를 추가하고, 기관부 측면에 스프링 장전구를 추가한 모델이다. 황동 기관부로 인해 ‘옐로우 보이’라는 별명을 얻었다.

### M1873

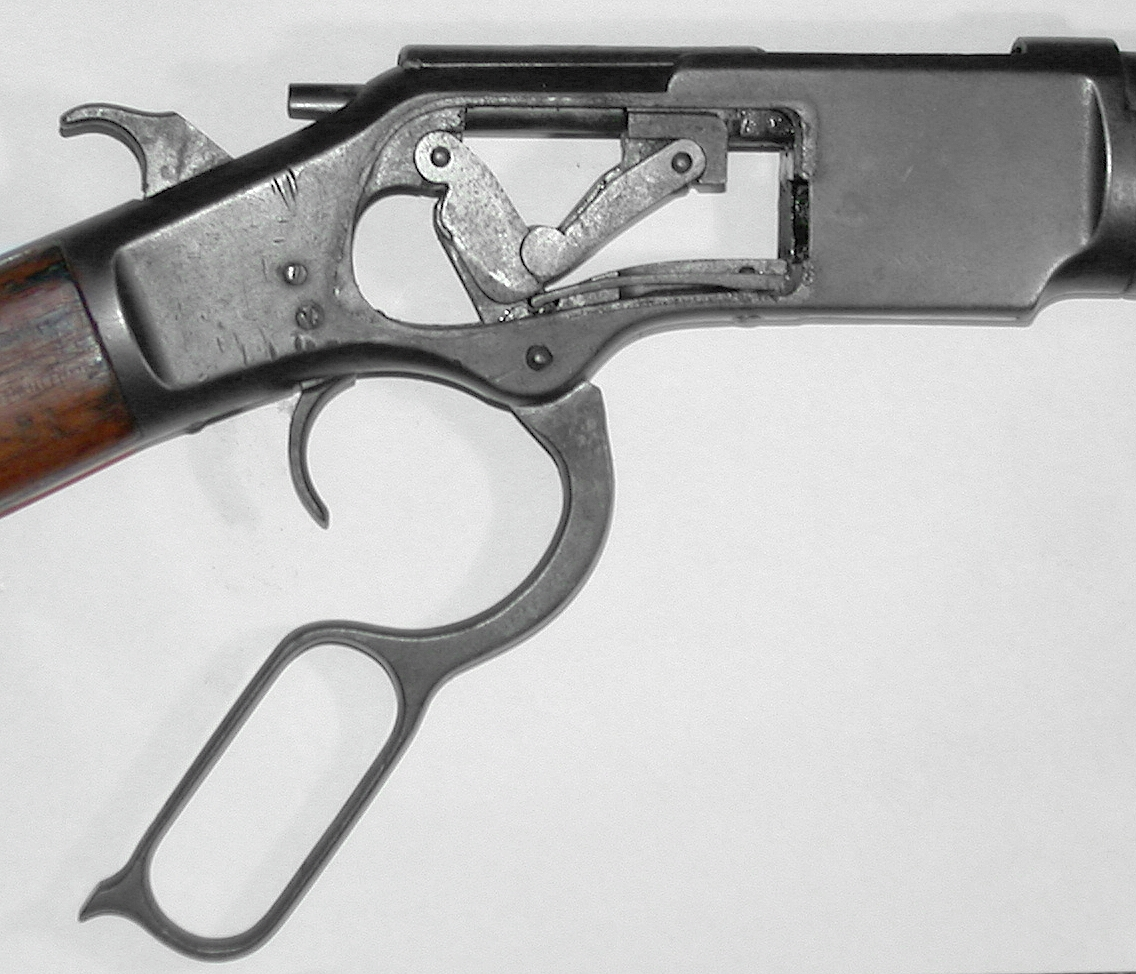
윈체스터 73의 토글 링크 액션

M66의 개량형 버전. 강력한 44-40 센터 파이어 실탄 사용이 가능했으며, “서부를 정복한 총”이라는 명성을 얻으며 회사의 효자 상품이 되었다.

### M1876

1876 모델을 들고 있는 시어도어 루즈벨트

M73의 개량형이다. 필라델피아에서 열린 미국 독립 기념 100주년에 출품되었기 때문에 ‘센티니얼’이라는 별명이 있다. 윈체스터 소총으로는 최초로 소총 실탄이 사용 가능하게 되었다. 시어도어 루스벨트 대통령과 아파치 부족의 추장 제로니모의 사랑을 받았던 총이기도 했다. 원래는 45-75 윈체스터탄을 사용하지만, 그 밖에도 각종 구경이 있다.

### M1886

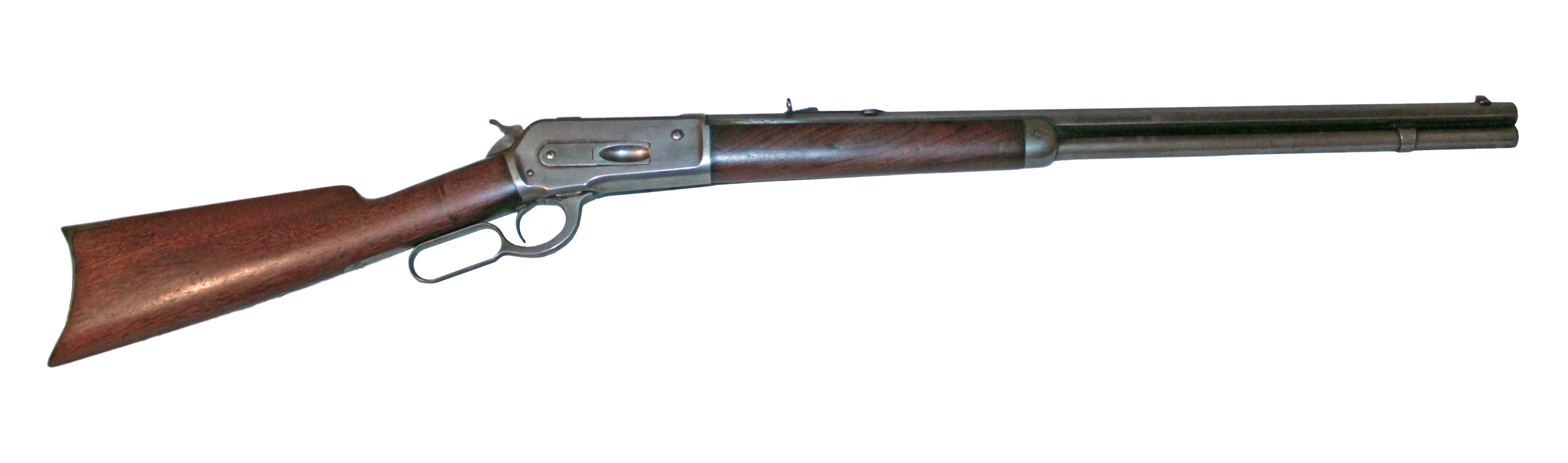
Winchester Model 1886

존 브라우닝이 설계한 소총이다. 내부 구조를 재검토하여 전체 규격의 45-70 라이플탄 외 강장의 50-110 윈체스터 탄까지 사용할 수 있었다.

### M1892
존 브라우닝이 설계한 작품이다. M86의 개량형으로 소구경 경량화 모델. 32-20 윈체스터탄 등을 사용한다. 짧은 총신을 갖춘 ‘Trapper’라고 불리는 모델도 존재했다.

### M1894
존 브라우닝이 설계한 모델이다. 레버 액션 소총의 완성형으로 불린다. 무연 화약 시대에 대응하고자 M86보다 강력한 기관부를 가지고 있다. 30-30 윈체스터탄이 총과 함께 개발되었다.

### M1895
러시아 제국이 대량으로 구입한 것으로 유명하며, 시어도어 루스벨트가 아프리카에서 사냥 여행 중에 애용했던 것으로 알려져 있다. 사용 탄약은 당시 러시아군 표준 7.62x54mmR탄 외에 .30-03탄 .30-06 스프랑필드탄, .30-40 크래그탄, .35 WCF 탄, .38-72 WCF 탄, .40 -72 WCF 탄, .303 브리티쉬탄, .405 윈체스터탄 등 폭넓다. 고정식 상자형 탄창의 장탄수는 4발 또는 5발에서 사용한 탄에 따라 삽탄자의 장전이 가능했다. 또한 군용 모델은 착검 장치를 갖추고 있다.

## 이후
연사를 나름 빨리할 수 있는 라이플로 등장한 윈체스터 라이플이지만, 19세기 후반기에 등장한 볼트 액션 소총이 수동식 소총의 주류가 되면서, 그것보다 비싸고, 기구가 복잡한 레버 액션 라이플은 실전의 장에서 사라져 갔다. 레버 액션 라이플 소총은 하단 레버를 움직이려면 공간을 필요로 했고, 조금이라도 머리와 몸을 낮춰야 했던 당시의 보병들에게 이것은 볼트 액션 소총보다 참호전에 부적합했다.
2006년 1월 윈체스터 사를 대신하여 레버 액션 소총을 제조하고 있던 US 리피팅 암즈는 전 모델 생산 종료, 공장 폐쇄를 표명했다. 이에 따라 정품 모델의 생산은 끝내고 브랜드를 인수한 외국 업체의 라이센스 제품만 생산하게 되었다. (이탈리아의 우베르티 사나 브라질 토러스 사 등)

## 대중 문화
- 배틀그라운드, 배틀그라운드 모바일에서 SR 저격총Win94로 등장한다.
- 픽셀건 3D에서 디자인이 약간 변경된 총으로 등장한다.

## 같이 보기
- 윈체스터 (회사)